# Oeken
Het dorp Oeken maakt deel uit van de gemeente Brummen in de Nederlandse provincie Gelderland. In 2016 telde het dorp 430 inwoners. De Voorsterweg en Buurtweg zijn de twee hoofdwegen waaraan de meeste woningen zijn gelegen. Verder wordt het dorp voornamelijk gekenmerkt door het landschappelijke karakter. De inwoners van Oeken zijn voor hun voorzieningen hoofdzakelijk gericht op Brummen en Zutphen.
Oeken wordt in 797 voor het eerst vermeld als een zekere Oodhelm een derde van zijn erfenis, waaronder een hoeve in Ocanni in de pago Isloi (IJsselgouw), aan Liudger schenkt ten behoeve van zijn pas gestichte Sint-Salvatorsklooster te Withmund. Na de verplaatsing van het klooster naar Werden werd de abdij van Werden eigenaar van deze boerderij.
Tot 2004 stond er in Oeken een openbare lagere school; deze werd opgeheven doordat er te weinig leerlingen waren.
De voetbalvereniging Oeken heeft haar terreinen en kleedkamers even buiten Oeken, in Broek.

## Zie ook

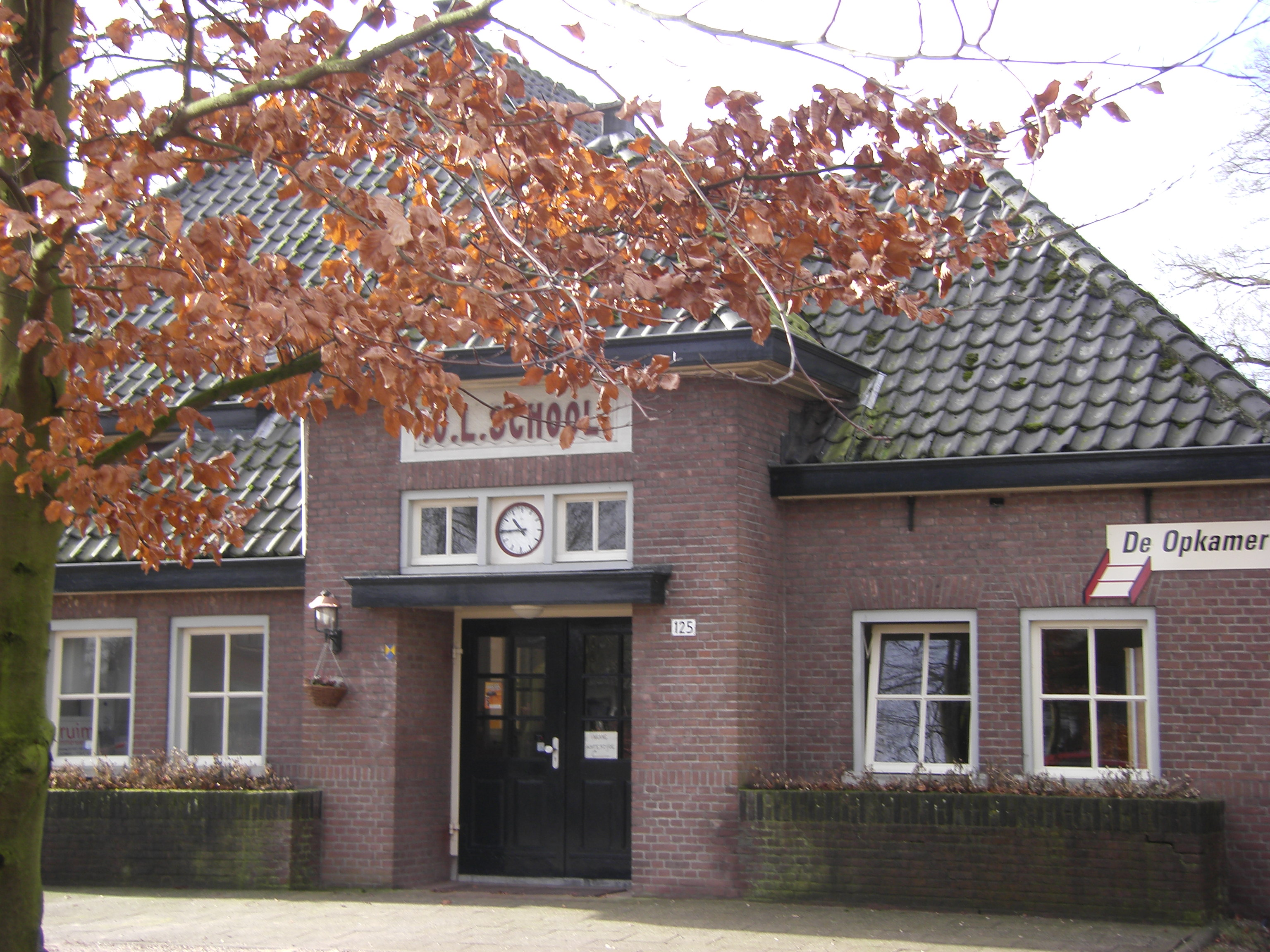
Voormalige Openbare Lagere School van Oeken.